# Restio decipiens
Restio decipiens är en gräsväxtart som först beskrevs av Nicholas Edward Brown, och fick sitt nu gällande namn av Hans Peter Linder. Restio decipiens ingår i släktet Restio och familjen Restionaceae. Inga underarter finns listade i Catalogue of Life.